# Жан Дюжарден
Жан Дюжарден (на френски: Jean Dujardin) е френски актьор, комедиант, носител на „Оскар“ на церемонията през 2012 г. за филма „Артистът“.

## Биография
Решава да стане актьор, докато отбива военната си служба. Между 1999 и 2003 г. се снима в поредица комедии. Следва период на шпионски и разузнавачески филми. През 2009 г. сключва брак с френската актриса Александра Лами.
Той е описван като френския отговор на Джордж Клуни. Немият филм „Артистът“ му носи „Оскар“, „Златен глобус“, награда на БАФТА и на фестивала в Кан за най-добра мъжка роля. Изненадващо обаче не печели френската награда „Сезар“.

## Избрана филмография
| година | филм                | оригинално заглавие     | роля             | режисьор          |
| ------ | ------------------- | ----------------------- | ---------------- | ----------------- |
| 2011   | Артистът            | The Artist              | Джордж Валентайн | Мишел Азанависиюс |
| 2013   | Вълкът от Уолстрийт | The Wolf of Wall Street | Жан-Жак Саурел   | Мартин Скорсезе   |